# Nahuja
Nahuja (katalanisch Naüja) ist eine französische Gemeinde mit 75 Einwohnern (Stand 1. Januar 2022) im Département Pyrénées-Orientales in der Region Okzitanien. Sie gehört zum Arrondissement Prades und zum Kanton Les Pyrénées catalanes.

## Nachbargemeinden
Nachbargemeinden von Nahuja sind Sainte-Léocadie im Norden, Osséja im Süden und Bourg-Madame im Westen.

## Bevölkerungsentwicklung
| Jahr      | 1962 | 1968 | 1975 | 1982 | 1990 | 1999 | 2013 |
| Einwohner | 64   | 48   | 37   | 45   | 43   | 63   | 69   |

## Sehenswürdigkeiten
- Romanische Kirche Saint-Jacques (11. Jahrhundert)